# Stadsmusikanterna från Bremen

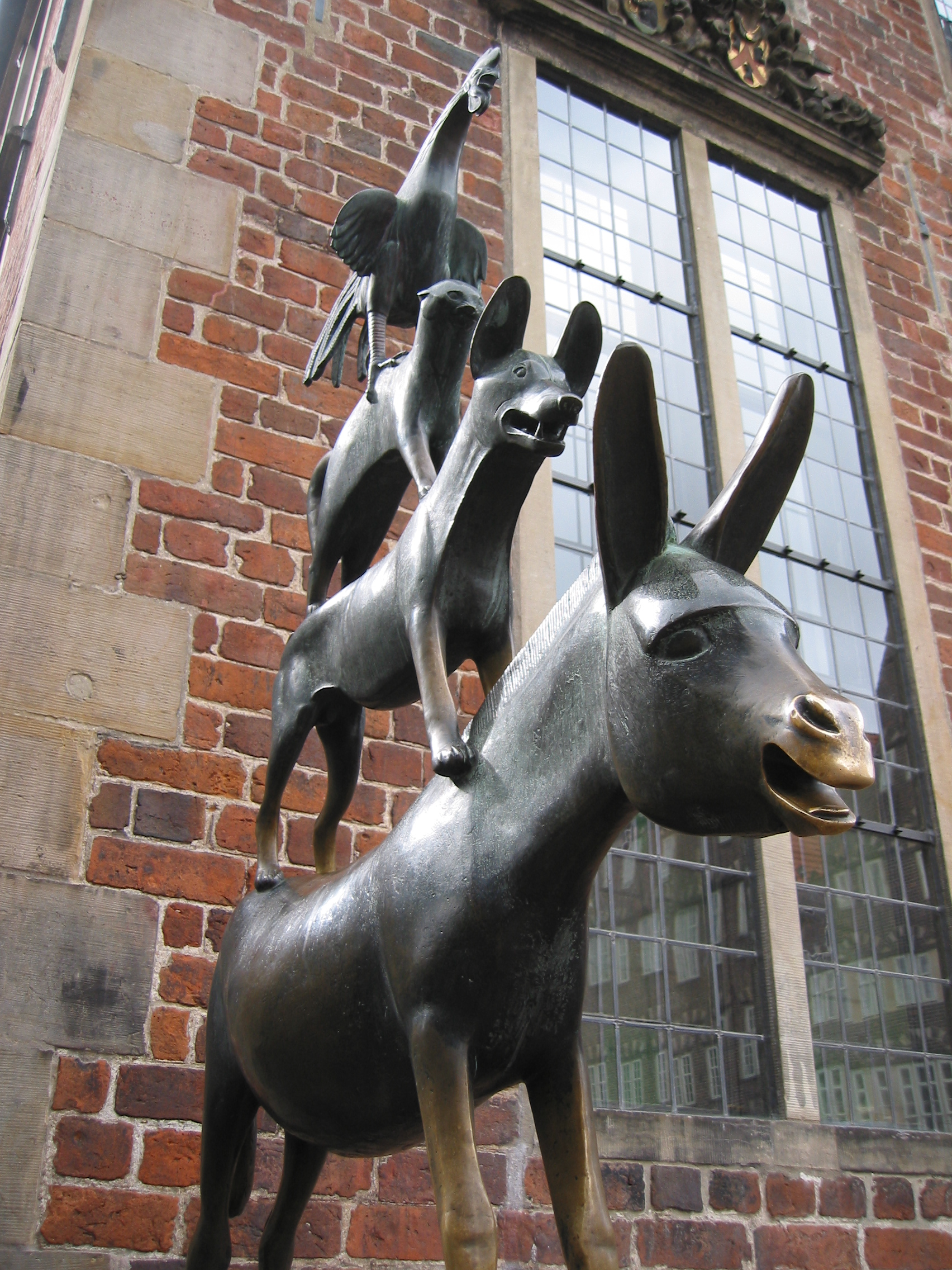
Staty från 1953 i Bremen som föreställer stadsmusikanterna.

Stadsmusikanterna från Bremen alternativt Stadsmusikanterna i Bremen är en saga som skrevs ner av bröderna Grimm.
Sagan handlar om fyra djur – en åsna, en hund, en katt och en tupp – som rymmer från sina gårdar för att bli stadsmusikanter i Bremen. På vägen dit hittar de ett gömställe för rövare. De skrämmer bort rövarna genom att bilda en pyramid. När djuren bosatt sig i huset vill de inte längre bli stadsmusikanter.
Det finns en bronsstaty i Bremen som föreställer djuren, där de står på varandras ryggar. Statyn är mycket välbesökt av turister, bland annat då den står på rådhustorget som har flera andra sevärdheter. Statyn uppfördes 1953 av Gerhard Marcks och har en höjd av cirka två meter.